# Rio Negro (rio de Mato Grosso do Sul)

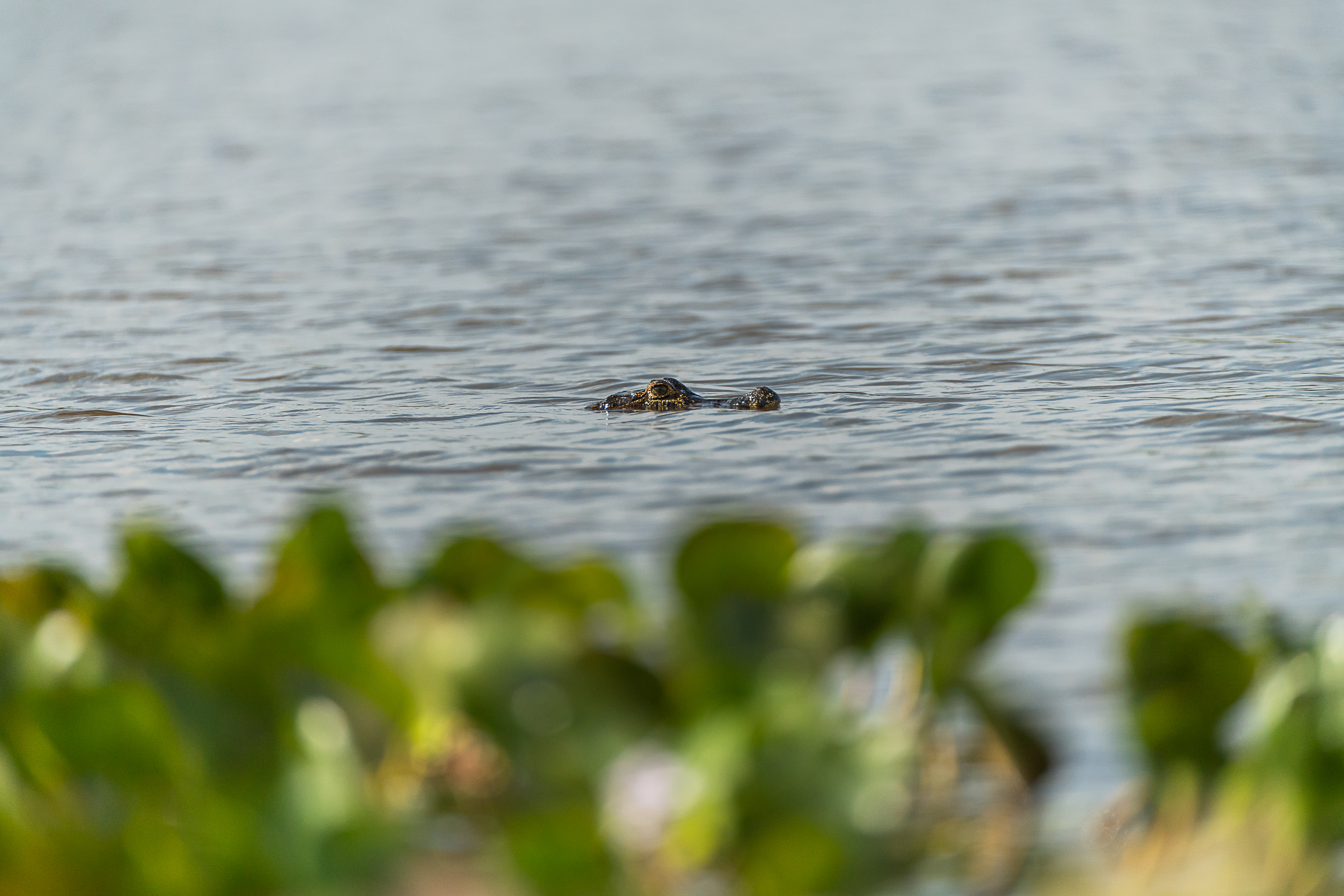
Parque Estadual do Pantanal do Rio Negro

O rio Negro é um curso de água que banha o estado de Mato Grosso do Sul, Brasil. É um dos afluentes do rio Paraguai e faz parte da bacia do rio Paraguai, uma das nove bacias hidrográficas do Brasil.
É um importante curso d'água localizado no estado do Mato Grosso do Sul, no Brasil. Ele faz parte da bacia hidrográfica do Rio Paraná e é um dos afluentes mais relevantes desse sistema fluvial.

## Características
- O Rio Negro nasce na região sul do estado do Mato Grosso do Sul, mais especificamente na Serra do Amolar, que está localizada na porção oeste da região pantaneira.[1][2][3]
- O Rio Negro percorre uma distância significativa, com aproximadamente 850 quilômetros de extensão. Ele flui em direção ao sul, atravessando uma área de transição entre o Pantanal e o Cerrado.[1][2][3]
- A pesca é uma atividade importante ao longo do Rio Negro, e a região é conhecida por abrigar diversas espécies de peixes, como o pintado, o dourado, o pacu e o pirarucu, entre outros. Muitos pescadores e turistas visitam o rio em busca de oportunidades de pesca esportiva.[1][2][3]

## Ecologia
- Natureza preservada: A região do Rio Negro no Mato Grosso do Sul é conhecida por sua beleza natural e pela preservação do ecossistema. Ela abriga uma rica biodiversidade, incluindo uma variedade de aves, peixes, mamíferos e plantas.[1][2][3]
- Importância ecológica: O Rio Negro desempenha um papel fundamental na manutenção do ecossistema do Pantanal, ajudando a regular o fluxo de água na região. Durante a estação chuvosa, o rio pode inundar extensas áreas, criando ambientes propícios para a reprodução de peixes e outras espécies.[1][2][3]
- Ecoturismo: Além da pesca, o Rio Negro atrai amantes da natureza e praticantes de ecoturismo. As margens do rio oferecem oportunidades para observação de aves, safáris fotográficos e passeios de barco, permitindo que os visitantes apreciem a paisagem e a vida selvagem.[1][2][3]
- Conservação: A conservação do Rio Negro e de seu entorno é uma preocupação constante devido à importância ecológica da região. Vários esforços de preservação e projetos de conscientização ambiental estão em andamento para garantir a saúde contínua desse ecossistema.[1][2][3]

Em resumo, o Rio Negro no Mato Grosso do Sul é um rio de grande importância ecológica, que desempenha um papel vital na manutenção do ecossistema do Pantanal. Sua beleza natural e biodiversidade o tornam um destino popular para o ecoturismo e a pesca esportiva, enquanto também representa um desafio contínuo de conservação ambiental.